# Augusta (Montana)
Augusta es un lugar designado por el censo ubicado en el condado de Lewis and Clark, en el estado estadounidense de Montana. En el Censo de 2010 tenía una población de 309 habitantes y una densidad de 129,4 personas por km².

## Geografía
Augusta se encuentra ubicado en las coordenadas 47°29′22″N 112°23′32″O / 47.48944, -112.39222. Según la Oficina del Censo de los Estados Unidos, Augusta tiene una superficie total de 2.39 km², toda ella tierra firme.

## Demografía
Según el censo de 2010, había 309 personas residiendo en Augusta. La densidad de población era de 129,4 hab./km². De los 309 habitantes, Augusta estaba compuesto por el 95.15% blancos, el 3.24% eran amerindios, el 0.32% eran asiáticos y el 1.29% pertenecían a dos o más razas. Del total de la población el 1.94% eran hispanos o latinos de cualquier raza.